# Alten, Västmanland
Alten är en sjö i Sala kommun i Västmanland och ingår i Norrströms huvudavrinningsområde. Sjöns area är 0,051 kvadratkilometer och den är belägen 85 meter över havet.